# Ronny Ostwald
Ronny Ostwald, né le 7 avril 1974, est un athlète allemand, évoluant sur le sprint. Dans sa jeunesse, Ostwald jouait au football dans les ligues amateurs. Ce n'est qu'à 25 ans qu'il se tourna vers l'athlétisme. 

## Palmarès

### Championnats du monde d'athlétisme
- Championnats du monde d'athlétisme de 2007 à Osaka ( Japon)
  - 6e en relais 4 × 100 m

### Championnats d'Europe d'athlétisme
- Championnats d'Europe d'athlétisme de 2002 à Munich ( Allemagne)
  -  Médaille de bronze en relais 4 × 100 m
- Championnats d'Europe d'athlétisme de 2006 à Göteborg ( Suède)
  - 8e au 100 m en 10 s 38
  - 5e au 4 × 100 m